# Scorpio fuscus
Espèce
Synonymes
- Buthus fuscus Ehrenberg, 1829
- Scorpio maurus fuscus (Ehrenberg, 1829)
- Scorpio palmatus minor Simon, 1872
- Scorpio maurus berytensis Simon, 1884

Scorpio fuscus est une espèce de scorpions de la famille des Scorpionidae.

## Distribution
Cette espèce se rencontre en Irak, en Arabie saoudite, en Jordanie, en Israël, au Liban, en Syrie et en Turquie.
Sa présence est incertaine au Yémen.

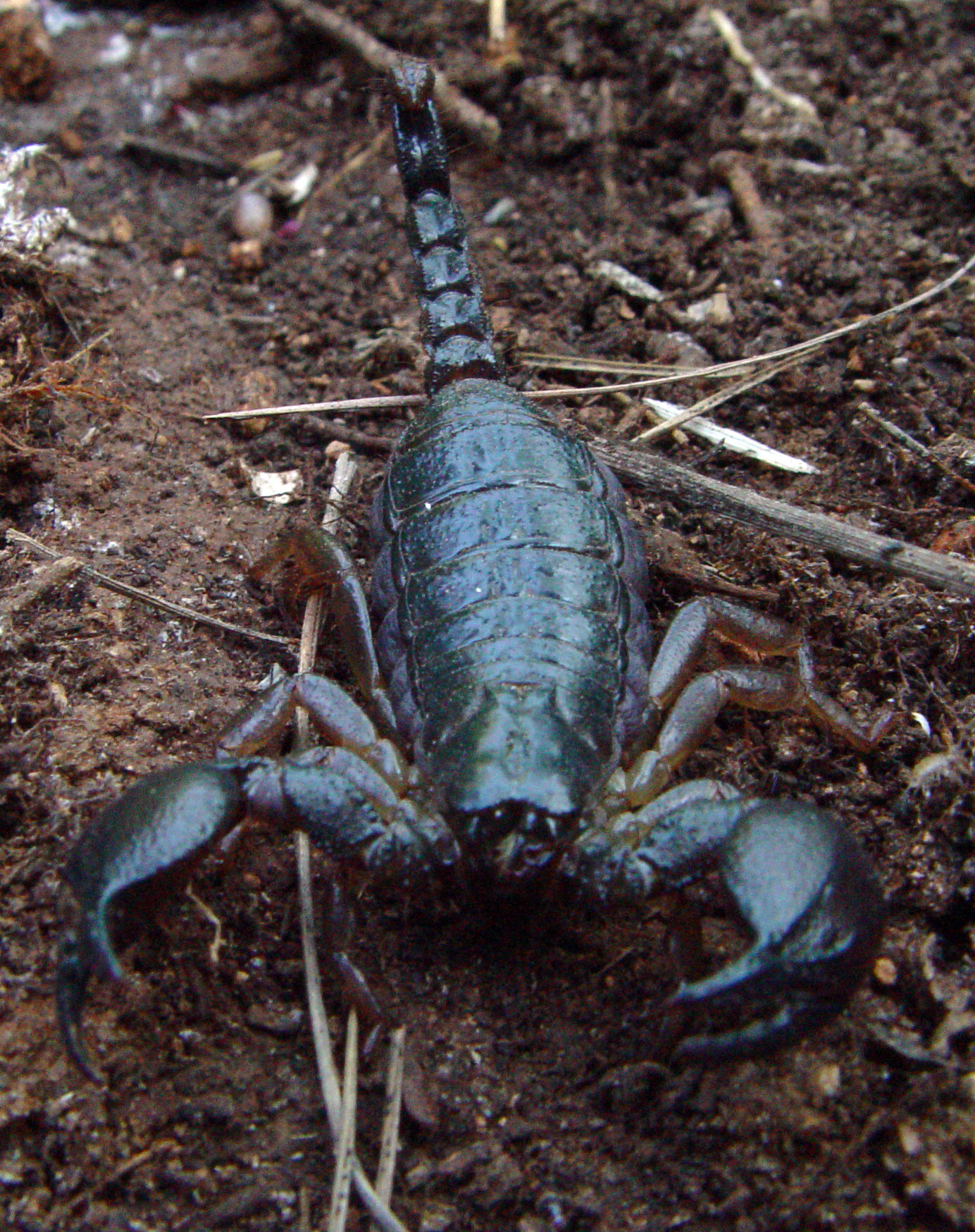
Scorpio fuscus

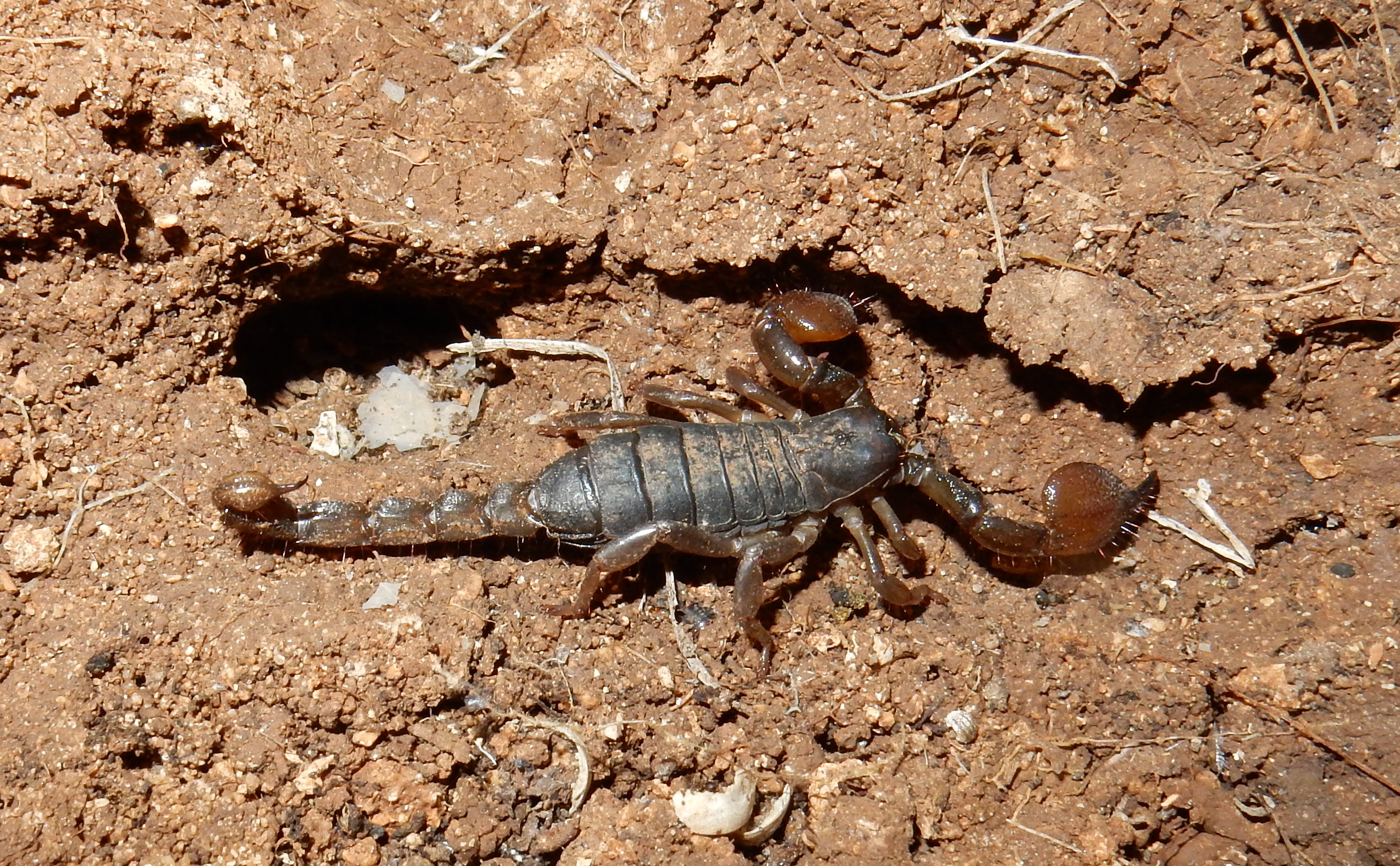
Scorpio fuscus

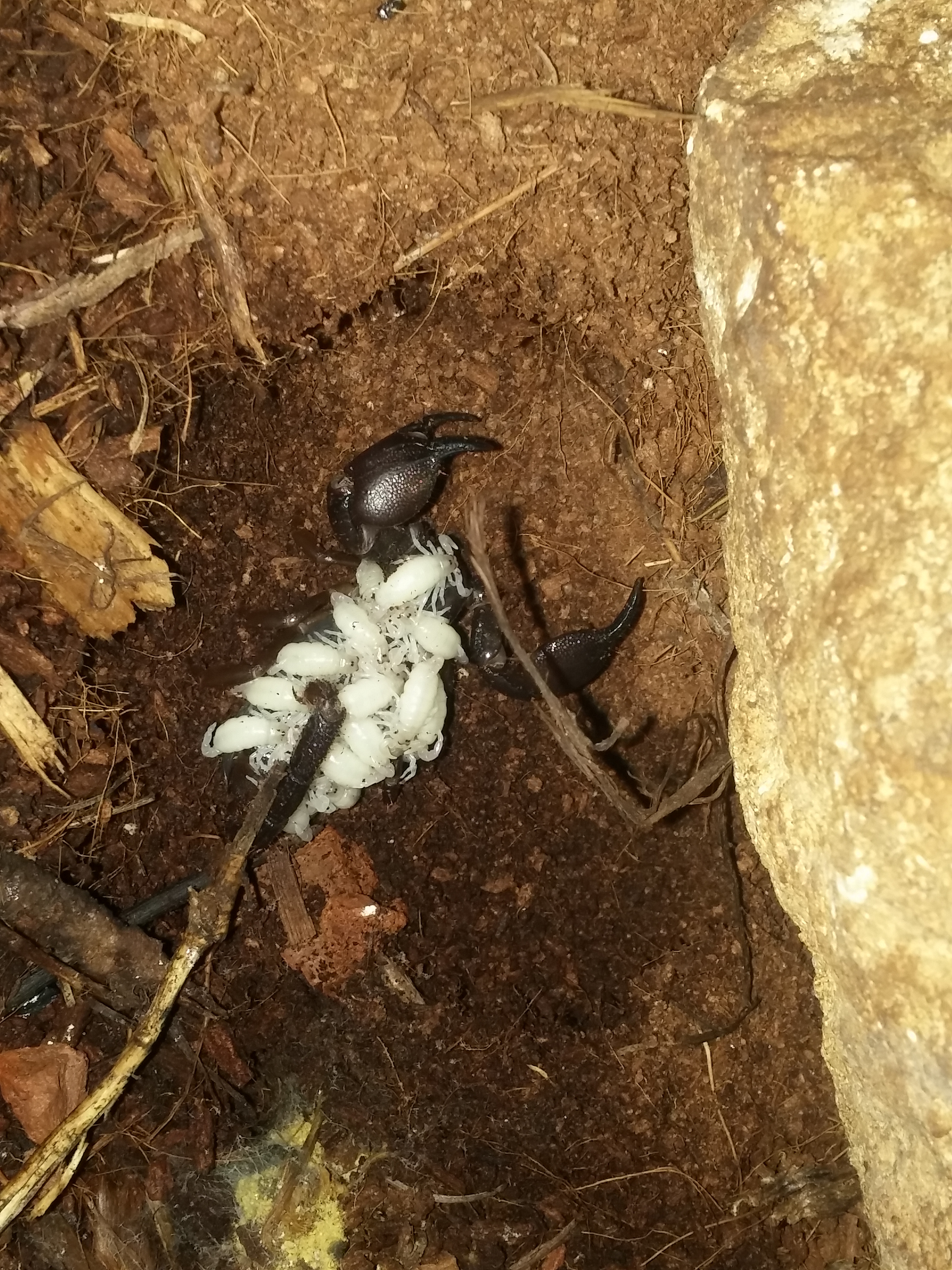
Scorpio fuscus

## Systématique et taxinomie
Cette espèce a été décrite sous le protonyme Buthus fuscus par Ehrenberg en 1829. Elle est considérée comme une sous-espèce de Scorpio maurus par Birula en 1910. Elle est élevée au rang d'espèce par Talal et al. en 2015.

## Publication originale
- Ehrenberg, 1829 : « Vorlaufige Uebersicht der in Nord-Afrika und West-Asien einheimischen Skorpione und deren geographischen Yerbreitung. » Verhandungen der Gesellschaft Naturforschende Freunde in Berlin, vol. 1, no 6, p. 348-362.